# Psychocandy
Psychocandy — дебютний студійний альбом шотландського рок-гурту The Jesus and Mary Chain, виданий в 1985 році.

## Про альбом
Psychocandy, що поєднує в собі структуру традиційних поп-пісень, нойз-роковий шум електрогітар та похмуру відстороненість пост-панку, зіграв ключову роль у формуванні жанру шугейзинг. За своїм виходу, він отримав захоплені відгуки критиків та потрапив до багатьох списків найкращих альбомів. Psychocandy зайняв 269 місце в списку «500 найкращих альбомів усіх часів» за версією Rolling Stone, 23 місце в списку «100 найкращих альбомів 1980-х» за версією Pitchfork і 38 місце в аналогічному списку Slant Magazine. Також альбом посів 88 місце в списку найкращих британських альбомів за версією журналу Q, 5 місце в списку найкращих альбомів 1985 року за версією Melody Maker і 2 місце в списку 50 найкращих альбомів NME, поступившись 1 позицію Rain Dogs Тома Вейтса. Сам гурт відійшов від винайденого ними звучання вже на наступному альбомі Darklands.

## Список композицій
Автор музики і слів Джим Рейд та Вільям Рейд, за винятком «Ambition» — автор Вік Годар. 
| #   | Назва                   | Тривалість |
| --- | ----------------------- | ---------- |
| 1.  | «Just Like Honey»       | 3:03       |
| 2.  | «The Living End»        | 2:16       |
| 3.  | «Taste the Floor»       | 2:56       |
| 4.  | «The Hardest Walk»      | 2:40       |
| 5.  | «Cut Dead»              | 2:47       |
| 6.  | «In a Hole»             | 3:02       |
| 7.  | «Taste of Cindy»        | 1:42       |
| 8.  | «Never Understand»      | 2:57       |
| 9.  | «Inside Me»             | 3:09       |
| 10. | «Sowing Seeds»          | 2:50       |
| 11. | «My Little Underground» | 2:31       |
| 12. | «You Trip Me Up»        | 2:26       |
| 13. | «Something's Wrong»     | 4:01       |
| 14. | «It's So Hard»          | 2:37       |

Перевидання 2011 року
| #   | Назва               | Тривалість |
| --- | ------------------- | ---------- |
| 15. | «Suck»              | 2:08       |
| 16. | «Ambition»          | 3:31       |
| 17. | «Just Out of Reach» | 2:09       |
| 18. | «Boyfriend's Dead»  | 1:43       |
| 19. | «Head»              | 3:53       |
| 20. | «Cracked»           | 3:48       |

## Учасники запису
- Джим Рейд — вокал, гітара
- Вільям Рейд — вокал, гітара
- Дуглас Харт — бас-гітара
- Боббі Гіллеспі — ударні